# Ліпосакція

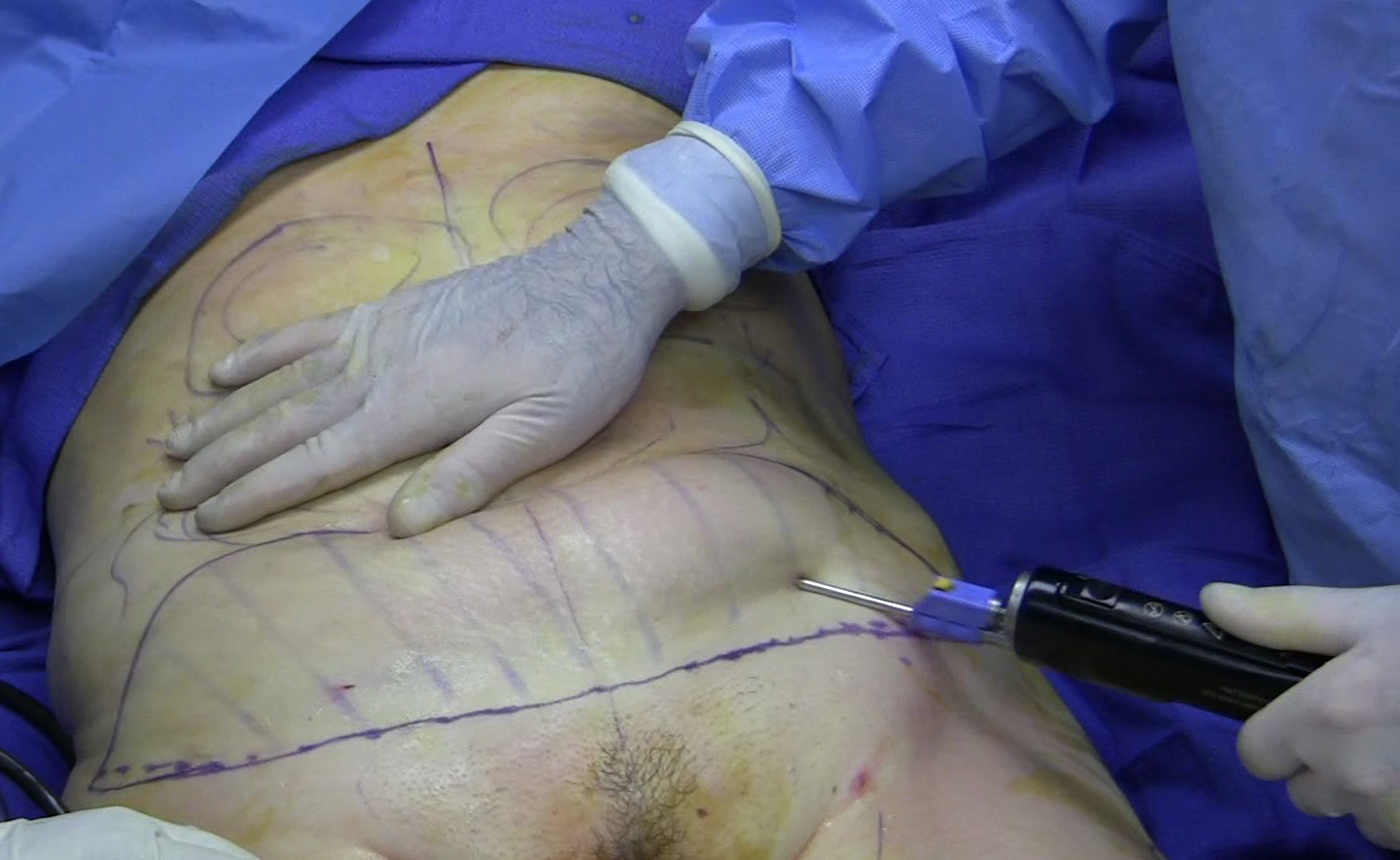
Видалення жиру з підшкірної жирової клітковини живота.

Ліпоса́кція (іноді Ліполіз) — косметологічна або баріатрична операція для зміни хірургічним шляхом характеру відкладення жиру на певній ділянці (або декількох ділянках) тіла. При цьому ліпосакція не є методом лікування ожиріння, оскільки не впливає на патогенез цього захворювання і не дозволяє видаляти значні кількості жиру. Однак візуальний ефект ліпосакції для фігури може бути значнішим, ніж при втраті такої ж маси жиру іншими способами. Операція проводиться на певній ділянці (або декількох ділянках) тіла, наприклад, на животі, стегнах, сідницях.
Жінки звертаються найчастіше до ліпосакції, щоб прибрати так звані «галіфе», а також жирові відкладення на животі, талії, стегнах, сідницях, передпліччя, спині, литках, колінах тощо.[джерело?]
Чоловіки в більшості хочуть прибрати відкладення на шиї, грудях, спині, талії, животі та сідницях.[джерело?]

## Історія
Вперше виконана в 1977 році, нова техніка тунелювання дозволяє видаляти локалізовані накопичення жиру без тривалих надрізів і тривалого відновлення.
Сучасна методика ліпосакції за допомогою всмоктування (англ. suction-assisted liposuctio, SAL) представляє видалення жиру за допомогою порожнистих канюль з тупим наконечником, підключених до закритої системи відсмоктування. Впродовж багатьох років було застосовано багато змін та модифікацій для мінімізації ризику та поліпшення косметичних результатів процедури контурної ліпосакції.

## Статистика
Ліпосакція із 2015 року входить у трійку найпопулярніших пластичних операцій у США та Європі.
У 2015 році згідно зі звітами Міжнародного товариства естетичної пластичної хірургії (ISAPS) було виконано 1 394 588 ліпосакцій, а у 2019 році згідно зі звітами American Society of Plastic Surgeons (ASPS) у США — 265 209 ліпосакцій.

## Види
- Тумісцентна
- Посилена (англ. power-assisted liposuction (PAL))[4]
- Ультразвукова (англ. ultrasonic-assisted liposuction (UAL))
- Лазерна (англ. laser-assisted liposuction (LAL))
- ВЧ-ліпосакція[5]

## Показання
Як правило, показаннями до проведення операції є жирові відкладення, що виникають в ділянках живота, внутрішньої поверхні стегон, сідниць, рук, литок.
Також її застосовують при певних видах ураження, зокрема при синдромі Аллена—Гайнса.
Відповідний кандидат для ліпосакції:
- вага середня або трохи вище за середню;
- пружна, еластична шкіра;
- добрий загальний стан здоров'я;
- наявність локальних жирових відкладень, які не зникають навіть при дотриманні дієти та виконання фізичних вправ.[джерело?]

## Протипокази
Пацієнти повинні розуміти та адекватно обговорити з лікарем потенційні ризики та наслідки.
Абсолютні протипоказання є специфічними та інтеграційними між кількома напрямами медицини.
Проте, слід зазначити, що при вживанні антикоагулянтів (включаючи аспірин) слід припинити пити їх за 2 тижні до операції, щоб уникнути ризику гематоми та надмірної кровотечі.
Вживання рослинних добавок, можуть впливати на ризик анестезії та кровотечі, тому цих пацієнтів, які не можуть зупинити вживання таких ліків, не слід розглядати для хірургічного втручання.
Протипоказами є також наявність у пацієнта заміщення серцевого клапана, фібриляції передсердь; та пацієнти, які проходять терапію при тромбозі глибоких вен або легеневій емболії.

## Протипоказання
Ліпосакцію не проводять людям з гострими та серйозними хронічними захворюваннями, захворюваннями внутрішніх органів, цукровий діабет, хвороби системи кровообігу.

## Підготування
За 10 днів до проведення ліпосакції забороняється приймати препарати, що впливають на згортання крові, курити. Рекомендується пройти процедуру очищення кишки і здати всі необхідні аналізи. Якщо протипоказань не виявлено, призначається дата проведення операції. Тривалість ліпосакції залежить від зони втручання. Як правило, вона складає від 30 хвилин до декількох годин.

## Можливі ускладнення
З огляду на функціональний стан організму, проводиться місцева або загальна анестезія[джерело?]. Тому можуть виникати типові ускладнення для місцевої чи загальної анестезії відповідно.
Після операції може виникнути оніміння деяких ділянок тіла. Якщо бандаж був знятий завчасно, на тілі можуть залишитися рубці або синці. У перші кілька тижнів фізичні навантаження не рекомендуються.
Якщо жінка планує вагітність, то зачаття має відбутися не раніше, ніж через 6 місяців після операції.
Вкрай небезпечні для здоров'я можливі інфекційні ускладнення: інфекція поширюється по всьому підшкірному простору, що був залучений при операції, викликаючи важкі гнійні ураження.